# Vlasta Markasović
Vlasta Markasović (Vinkovci, 27. travnja 1963.), hrvatska književnica.

## Životopis
Rođena je u Vinkovcima 1963. godine gdje je stekla gimnazijsko obrazovanje. 1988. godine diplomirala je hrvatski jezik i knjževnost na Filozofskom fakultetu Sveučilišta u Zagrebu, a 2014. godine doktorirala je na Filozofskom fakultetu Sveučilišta u Osijeku s disertacijom "Korpusno i poetičko pozicioniranje književnoga stvaralaštva Vanje Radauša". Bavi se književnim i znanstvenim radom s naglaskom na govor i običaje Slavonije i Šokadije. Članica je udruge Vinkovački šokački rodovi osnovane s ciljem očuvanja i promicanja šokačkog kulturnog, povijesnog i etničkog identiteta Vinkovaca i vinkovačkog kraja, te je dugogodišnji urednik glasila Kolivka.
Članke objavila u Kolu, Republici, Književnoj republici, Riječi, Godišnjaku OMH Vinkovci, Hrvatskom slovu i dr.

## Djela

### Zbirke pjesama
Zbirke:
Spaljeni kobilaš (1997.)
Dukatići (2005.)
Sakrita rič (2013.)

### Publicistika
Osnovna glazbena škola Josipa Runjanina Vinkovci, 1948. – 1998. (1998.)
Rukopis ravnice (2011.)
Miroslav S. Mađer i kritika (2013.)